# Мехмед Зеки-паша
Мехмед Зеки-паша (тур. Mehmed Zeki Paşa; 1846, Стамбул — 1929, там же) — турецкий военачальник, мушир (фельдмаршал) Османской империи, создатель иррегулярной кавалерии Хамидие.

## Биография
Происходил из Кавказских мухаджиров. По некоторой информации ряда источников, был либо черкесом, либо убыхом из рода Берзек, либо родственником имама Шамиля. В любом случае, северо-кавказское происхождение Мехмеда Зеки-паши не вызывает сомнений.
Родился в 1846 году. С 1860 года, 14-летним мальчиком, посвятил себя военной службе. Участвовал в боевых действиях в Ливии и на Балканах. В 1887 году удостоился звания фельдмаршала (мушира) от султана Абдул-Гамида, и назначен командующем армией со штаб-квартирой в городе Эрзинджане. В этом качестве предложил и реализовал проект по созданию Хамидие — иррегулярной кавалерии нового типа: набранной в основном из курдов, обмундированной в черкесскую одежду, проходящей службу по образцу русских казаков (то есть на границе и в приграничных областях, без полного отрыва от занятия сельским хозяйством), и использовавшейся в основном для резни армянского и вообще не-мусульманского населения Восточной Турции.
В 1908 году оставил командование и поселился в Стамбуле. В 1911 году был уволен в отставку.
Однако уже в 1912 году Мехмед Зеки-паша был снова призван на службу и назначен губернатором Багдада. Однако, он не сразу согласился занять эту должность, и потребовал сперва объединить в его руках и гражданское и военное управление. Когда согласие на это было получено, Мехмед Зеки-паша выехал в Багдад. Тем не менее, из-за местных конфликтов и политических неурядиц в Стамбуле, служба Мехмеда Зеки-паши на новой должности продолжалась только семь месяцев, после чего он окончательно вышел в отставку.
Фельдмаршал (мушир) Мехмед Зеки-паша скончался в 1929 году в Стамбуле.